# Krnić
Krnić (cyr. Крнић) – wieś w Serbii, w okręgu maczwańskim, w gminie Vladimirci. W 2011 roku liczyła 487 mieszkańców.